# Crisi de Crimea
|  | No s'ha de confondre amb Guerra de Crimea. |

La crisi de Crimea (ucraïnès: Кримська криза, rus: Крымский кризис, tàtar de Crimea: Qırım krizisı) és una crisi internacional en curs que implica Rússia i Ucraïna. Se centra en la península de Crimea, una regió d'Ucraïna on hi ha una majoria de russos ètnics, però que ha estat objecte de deportació dels tàtars de Crimea i russificació durant els últims dos-cents anys. La regió és també la seu de diverses bases militars russes.
La crisi es va desenvolupar a final de febrer de 2014 a conseqüència de la revolució ucraïnesa del 2014: després de mesos de protestes per part de l'Euromaidan i els dies de la violència armada a la capital ucraïnesa de Kíev, el govern nacional d'Ucraïna va ser enderrocat i reemplaçat per líders del Govern Iatseniuk. Rússia va qualificar el govern com a il·legítim, ja que considera l'expulsió i el reemplaçament com un cop d'Estat.
Pocs dies després, tropes no identificades, que segons Rússia són autodefenses locals, però que se suposa que eren soldats russos, va prendre gradualment el control de la península. Poc després es va produir una operació militar russa en territori ucraïnès sense que es produís cap mena de combat o escaramussa, tot i que Ucraïna afirmà que va repel·lir un intent d'infiltrar-se per part de Rússia a la Fletxa d'Arabat.
Diversos dies després, l'11 de març, després dels desacords entre Crimea, Sebastòpol, i el govern instal·lat a Ucraïna, el Parlament de Crimea i el consell de la ciutat de Sebastòpol van aprovar un projecte de llei que mostra la seva intenció de declarar unilateralment la seva independència com una sola nació unida, decisió que havien d'aprovar els votants en un referèndum.
En el terreny diplomàtic, Ucraïna no reconeix les mesures adoptades per Crimea i Sebastòpol, ni reconeix els seus governs recentment nomenats. Emperó, va mobilitzar les seves forces armades i reservistes. Rússia, per la seva banda, va prometre que les seves tropes es quedarien fins que la situació política es normalitzés, alhora que reconeix els governs recentment nomenats de Crimea i Sebastòpol, així com el referèndum i el seu possible resultat on tots dos territoris declararien unilateralment la seva independència.
A nivell internacional, els Estats Units, el Regne Unit, França, Alemanya, Itàlia, Polònia, Canadà, Turquia i la Unió Europea van condemnar Rússia, i la van acusar de violar el dret internacional i la sobirania d'Ucraïna. No és clar, però, si els moviments de les tropes russes a Crimea i Sebastòpol són legítims o no, atès que Rússia i Ucraïna van ratificar un tractat que permet a Rússia mantenir fins a 25.000 homes en els territoris abans esmentats.

## Rerefons
El Kanat de Crimea, un vassall de l'Imperi Otomà, va ser conquistat per l'Imperi Rus el 1783. Després de la seva incorporació a l'Imperi Rus, Crimea es va convertir en el «cor del romanticisme rus» i la regió va continuar atraient així els turistes després que l'Imperi Rus va ser substituït per la Unió Soviètica. Crimea tenia autonomia dins de la República Socialista Federada Soviètica de Rússia com a República Autònoma Socialista Soviètica de Crimea a partir de 1921 fins a l1945, quan Ióssif Stalin va deportar als tàrtars de Crimea, i va abolir l'autonomia de Crimea. El 1954, la direcció soviètica sota Nikita Khrusxov que era mig-ucraïnès transferí l'óblast de Crimea des de l'RSFS de Rússia a l'RSS d'Ucraïna, en un "gest simbòlic" que semblava insignificant en aquell moment, ja que ambdues repúbliques eren part de la Unió Soviètica. La Crimea d'abans del 1945 fou restablerta amb un referèndum sobre la sobirania de Crimea el 1991, l'últim any d'existència de la Unió Soviètica.
La república autònoma de Crimea ha format part d'una Ucraïna independent des de 1991, quan les ex-constituents Repúbliques de la Unió Soviètica es van convertir en Estats independents. El 1992, el Parlament de Crimea va votar a favor de celebrar un referèndum per declarar la independència, mentre que el Parlament rus va votar a favor de l'anul·lació de la cessió de Crimea a Ucraïna. El 1994, el nacionalista rus Iuri Meixkov va guanyar les eleccions presidencials de Crimea i va organitzar un referèndum sobre l'estatut de Crimea. Més tard en aquest mateix any, la situació legal de Crimea com a part d'Ucraïna va ser reconeguda per Rússia, que es va comprometre a defensar la integritat territorial d'Ucraïna en el memoràndum de Budapest signat el 1994. Aquest tractat també va ser signat pels Estats Units, el Regne Unit i França. No obstant això Ucraïna va revocar la Constitució de Crimea i va abolir el càrrec de President de Crimea el 1995. Crimea aconseguiria una nova constitució el 1998 que concedeix el Parlament de Crimea poders menors que la constitució anterior, i no atorga el dret d'iniciativa legislativa. Funcionaris crimeans posteriorment tractarien de restaurar els poders de la Constitució anterior.
Els posteriors progressos a Crimea i el futur de les bases de l'armada russa van representar un punt de contenció en les relacions rus-ucraïneses. En el marc del Tractat de Partició entre Rússia i Ucraïna que determina el destí de les bases militars i els vaixells a Crimea - signat el 1997 i prolongat el 2010 - a Rússia se li permet tenir fins a 25.000 soldats, 24 sistemes d'artilleria (amb un calibre inferior a 100 mm), 132 vehicles blindats i 22 avions militars, al territori de la península. Es permet que la flota russa del Mar Negre romangui a Crimea fins al 2042. Moscou paga anualment una renda de 97.750.000 de dòlars pel dret a utilitzar les aigües d'Ucraïna i les freqüències de ràdio, i per compensar l'impacte ambiental de la Flota del Mar Negre.
D'acord amb el cens de 2001, els russos ètnics representen al voltant del 58% dels dos milions de residents de Crimea. A Sebastòpol, que és la seu d'una base de la Flota del Mar Negre de l'Armada russa, els russos ètnics constitueixen el 70% de la població de la ciutat d'un total de 340.000. els ucraïnesos constitueixen el 24% de la població de Crimea, mentre que el 12% són tàtars de Crimea.
El líder soviètic Ióssif Stalin va ordenar la deportació dels tàrtars de Crimea el 1944 per la seva presumpta col·laboració amb els invasors nazis a la Segona Guerra Mundial. Als tàrtars de Crimea no se'ls va permetre tornar a Crimea després de la seva expulsió el 1945, i va esdevenir una organització internacional cause célèbre, fins al col·lapse de la Unió Soviètica el 1991. El retorn continu dels tàrtars de Crimea a la seva pàtria a Crimea des del col·lapse soviètic ha causat tensions persistents amb la població russa de la península. El líder del Mejlis del poble tàrtar de Crimea Refat Çubarov va protestar contra la intervenció de Rússia.
A les eleccions parlamentàries de Crimea del 2010, el Partit de les Regions va rebre 357.030 vots, mentre que el segon més votat, el Partit Comunista d'Ucraïna va rebre 54.172 vots. Ambdós partits van ser atacats pels manifestants durant la revolució ucraïnesa del 2014.
D'acord amb el Centre Internacional d'Estudis de Defensa, des de la Revolució Taronja del 2004, Rússia ha pressionat Ucraïna per les seves preferències a associar-se amb Occident. S'ha dit que la campanya d'informació a Crimea ha arribat a ser especialment hàbil i sistemàtica, i ha esdevingut particularment intensa durant la candidatura d'Ucraïna a l'OTAN del 2006-2008. Cadascun dels intents ucraïnesos d'arribar a la integració europea ha donat lloc a un augment de l'hostilitat de Rússia envers aquesta idea a través del seu ús de la campanya d'informació. Rússia s'oposa a la integració d'Ucraïna amb Occident per diverses raons, incloent el temor de l'expansió de les fronteres occidentals de l'OTAN envers Rússia i el desig reclamat de Rússia d'incloure Ucraïna en un Unió Euroasiàtica.
D'acord amb Taràs Kuzio, durant la presidència de Víktor Iúsxenko (2005-2010), les relacions de Rússia amb Ucraïna es deterioraren, el que va provocar que el servei de seguretat rus (FSB) i la intel·ligència militar russa (GRU) per ampliar el seu suport encobert a les forces prorusses al sud d'Ucraïna i els separatistes russos a Crimea. Arran de la Revolució Taronja i la Guerra a Ossètia del Sud (2008), diversos cables diplomàtics estatunidencs filtrats al públic assenyalaven que l'acció militar russa contra Ucraïna "ja no era impensable."

### Revolució a Kíev
Cap a final de 2013, van començar les protestes de l'Euromaidan pel tema de l'adhesió d'Ucraïna a la Unió Europea, que el president electe Víktor Ianukòvitx va rebutjar perquè havia arribat a un acord amb Putin que significava, entre altres coses, que Rússia havia de comprar 15.000.000 milions de dòlars en bons d'Ucraïna, i faria un descompte d'un terç en el preus del gas que Rússia venia a Ucraïna. Tiahnibok, líder d'un grup d'extrema dreta de l'oposició sospità del veritable cost del suport rus per a Ucraïna.
Les protestes es van intensificar a principi del 2014 i, finalment, va conduir a la mort d'un manifestant i un policia entre els 18 i 20 de febrer. Almenys 88 persones van ser assassinades, inclosos almenys set policies. El president Ianukóvitx i els líders de l'oposició van signar un acord de compromís el 21 de febrer, que va ser negociat pels ministres d'exteriors francès, polonès i alemany. En virtut dels acords, les forces de les dues parts del conflicte han d'abstenir-se de tota confrontació, i totes les armes il·legals havien de ser lliurats dins de les 24 hores següents. Malgrat l'acord, milers de persones continuaven protestant al centre de Kíiv. Quan el president Ianukóvitx se'n va anar cap a Khàrkiv per assistir a una cimera de les regions del sud-est, els manifestants van prendre el control total del govern del districte de Kíiv, s'apoderaren del parlament, de l'oficina del president, del gabinet i del Ministeri de l'Interior.
El 21 de febrer es va presentar un projecte moció de censura al Parlament d'Ucraïna, però no es van donar detalls i el Parlament d'Ucraïna no va votar per destituir Ianukóvitx d'acord amb el procediment legal. No obstant això els membres de l'oposició van formar un nou govern. A causa d'aquestes raons Rússia es va negar a reconèixer les noves autoritats a Kíiv, dient que havien arribat al poder mitjançant la insurrecció armada de les forces polítiques d'extrema dreta i mètodes inconstitucionals. Diversos països occidentals immediatament van reconèixer al nou règim de Kíiv.
Alguns residents de les zones de l'est i sud del país, que són principalment de parla russa i que constitueixen la base de suport del president Ianukóvitx, se sentien marginats per aquests esdeveniments i van protestar contra el nou règim a Kíiv.
El Parlament de Crimea va convocar una sessió extraordinària el 21 de febrer. El líder del Mejlis del poble tàrtar de Crimea Refat Çubarov va declarar que sospitava que la sessió podria demanar la intervenció militar russa.
El 21 de febrer de 2014, el Servei de Seguretat d'Ucraïna (SBU) va emetre una declaració en la qual prometia que «utilitzarà mesures severes per evitar qualsevol acció presa en contra de la disminució de la integritat territorial i la sobirania d'Ucraïna».El mateix dia, el Partit de les Regions prorus que ocupa 80 dels 100 escons al Parlament de Crimea, no va discutir les qüestions relatives a la separació de Crimea d'Ucraïna i va aparèixer per donar suport l'acord assolit entre el president Ianukóvitx i l'oposició, que s'havia signat el mateix dia, per posar fi a la crisi.
El 23 de febrer de 2014, el Parlament ucraïnès va adoptar una projecte de llei per derogar la Llei sobre les llengües minoritàries, que –si fos refrendada pel president d'Ucraïna– hauria establert l'ucraïnès com l'única llengua oficial de tota Ucraïna, incloent Crimea que està poblada per una majoria de parla russa. The Christian Science Monitor va informar que: «L'aprovació d'aquest projecte de llei només va servir per enfurir les regions de parla russa, que veien el moviment com una prova més que les protestes antigovernamentals a Kíiv que van enderrocar el govern de Ianukóvitx tenien la intenció de pressionar envers una agenda nacionalista». Uns dies més tard, però, l'1 de març de 2014, el president interí d'Ucraïna, Oleksandr Turtxínov, va vetar el projecte de llei i en va aturar-ne efectivament la promulgació.
Tant el Grup de Protecció dels Drets Humans de Khàrkiv com la Unió de Drets Humans Ucraïnesa de Hèlsinki han negat qualsevulles violacions de drets humans contra persones de parla russa a Ucraïna que justifiquin les accions de Rússia.

## Cronologia dels esdeveniments

### Febrer de 2014

#### 23 de febrer
- A Simferòpol, els mitjans de comunicació ucraïnesos afirmen es va dur a terme una manifestació a favor de l'Euromaidan, que va aplegar entre 5.000-15.000 persones, en suport de les noves autoritats ucraïneses.[98][99]
- A Sebastòpol, milers de persones van onejar pancartes que demanaven a la "Mare Rússia" que els salvés.[100]

#### 24 de febrer
- El Primer Ministre de Crimea Anatoli Mohiliov va declarar que la regió aplicaria totes les lleis aprovades pel parlament ucraïnès.[101]
- Més manifestants es van reunir davant de les oficines de l'administració de Sebastòpol.[102] Manifestants pro-russos acompanyats de neo-cosacs van exigir la selecció d'un ciutadà rus com a alcalde (que va ser rebutjada pel consell de la ciutat) i es van plantar banderes russes a l'ajuntament; també es van repartir volants que feien una crida als voluntaris per formar una milícia i advertiments que l'Europlaga "Blava - Bruna estava picant a la porta."[103] Sebastòpol va triar Aleksei Txali com a alcalde en substitució d'un alcalde nomenat de Kíiv, Vladímir Iatsuba.[104][c][106][106][107]

#### 25 de febrer
- Diversos centenars de manifestants pro-russos es van reunir al Parlament de Crimea exigint un referèndum sobre la independència de Crimea.[108][109][110]

#### 26 de febrer
- Milers de manifestants es van enfrontar a Simferòpol.[111]
- Els mitjans de comunicació van afirmar que almenys una dotzena de voluntaris d'autodefensa van prendre el control de la principal via d'accés a Sebastòpol,[64] i van crear un punt de control, amb vehicles militars sota una bandera de Rússia, en la carretera principal que uneix la ciutat amb Simferòpol.[64]

#### 27 de febrer
- Un grup d'homes armats no identificats va entrar l'edifici de la Parlament de Crimea hissant una bandera russa al sostre i a l'edifici del Consell de Ministres. Van ser encoratjats pels manifestants crimeans que s'aplegaven al voltant dels edificis.[112][113] Es va dir que eren professionals i armats amb fusells.[114][115]

- L'organització ucraïnesa Sector Dreta va anunciar oficialment que no té la intenció de participar en qualsevol conflicte en el territori de Crimea.[116] Per la seva banda, el nou primer ministre d'Ucraïna, Arseni Iatseniuk, va advertir que "Hem de declarar immediatament que qualsevol persona que s'estigui als carrers amb armes de foc seran processada per la llei".[117]

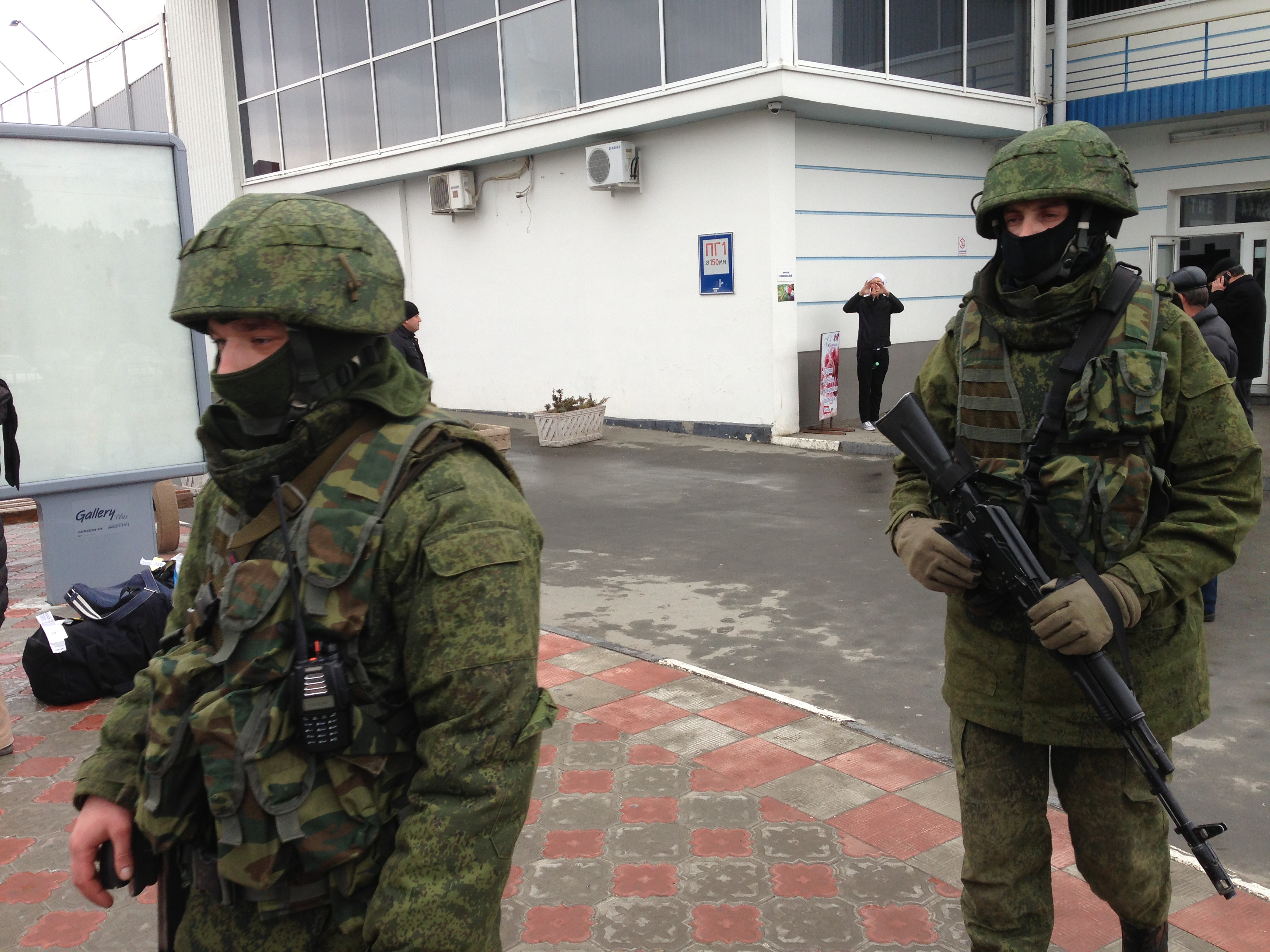
Soldats sense distintius patrullen a l'Aeroport Internacional de Simferòpol, 28 de febrer del 2014

#### 28 de febrer
- Un grup de soldats amb uniforme militar sense insígnies d'identificació es desplaçaren a l'Aeroport Internacional de Simferòpol.[118]
- Més endavant, en el mateix dia, l'Aeroport Internacional de Sebastòpol va ser ocupat de manera similar a l'aeroport de Simferòpol.[119][120]
- Un vaixell llançamíssils de la Federació Russa bloquejà el port de Balaklava, on els vaixells de la Guàrdia Marítima d'Ucraïna estan estacionats.[121] Vuit helicòpters militars russos van ser desplaçats a Sebastòpol des d'Anapa.[122]
- Serhí Kunitsin van afirmar als periodistes que 13 avions russos IL-76 amb tropes aerotransportades russes van aterrar a l'aeroport militar de Hvardiiske.[123] Kunitsin va declarar que cada avió podia transportar prop de 150 persones.[123] Les afirmacions mai no van ser confirmades.[124] El Ministeri de Defensa d'Ucraïna va reconèixer l'amenaça de possibles apoderaments d'unitats militars a Crimea durant la nit de dissabte per les forces radicals.[125]
- Davant de la possible intervenció de Rússia, el president dels EUA Barack Obama va declarar que qualsevol acció militar seria "comporta un cost", arran de la seva denúncia de l'agressió russa a la regió. L'ambaixador de Rússia davant l'ONU, Vitali Txurkin, va dir que qualsevol moviment de militars russos a Crimea es trobava dins l'acord de llarga durada de Moscou amb Ucraïna sobre el desplegament de recursos militars.[124]

### Març de 2014

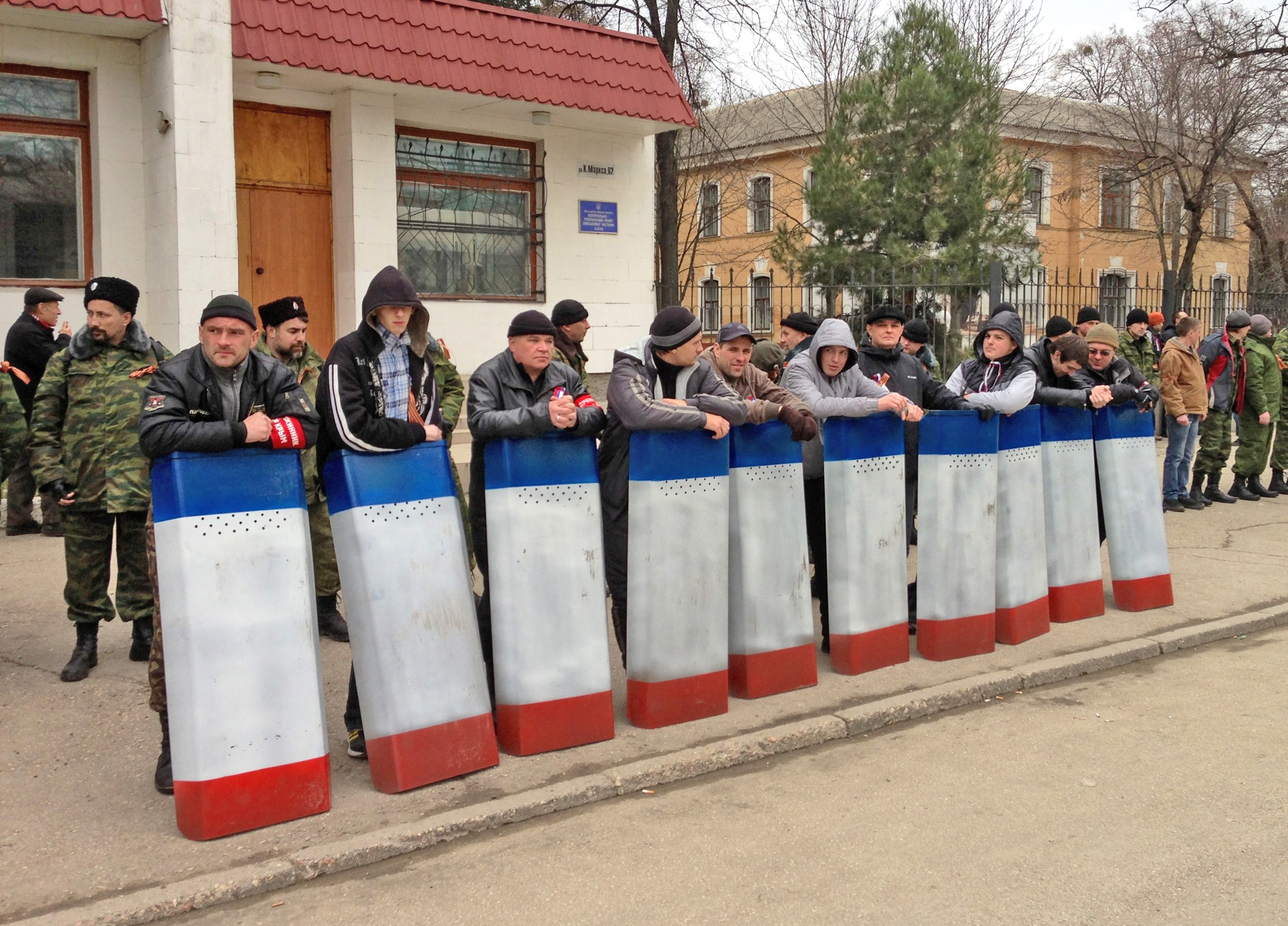
Una milícia d'autodefensa de Crimea està de guàrdia amb escuts antiavalots pintats amb els colors de la bandera tricolor de Crimea a Simferòpol, 2 de març del 2014

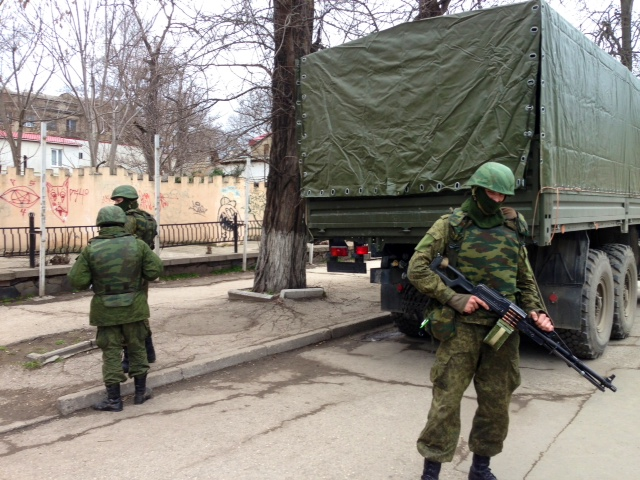
Soldats a Simferòpol, 2 de març del 2014

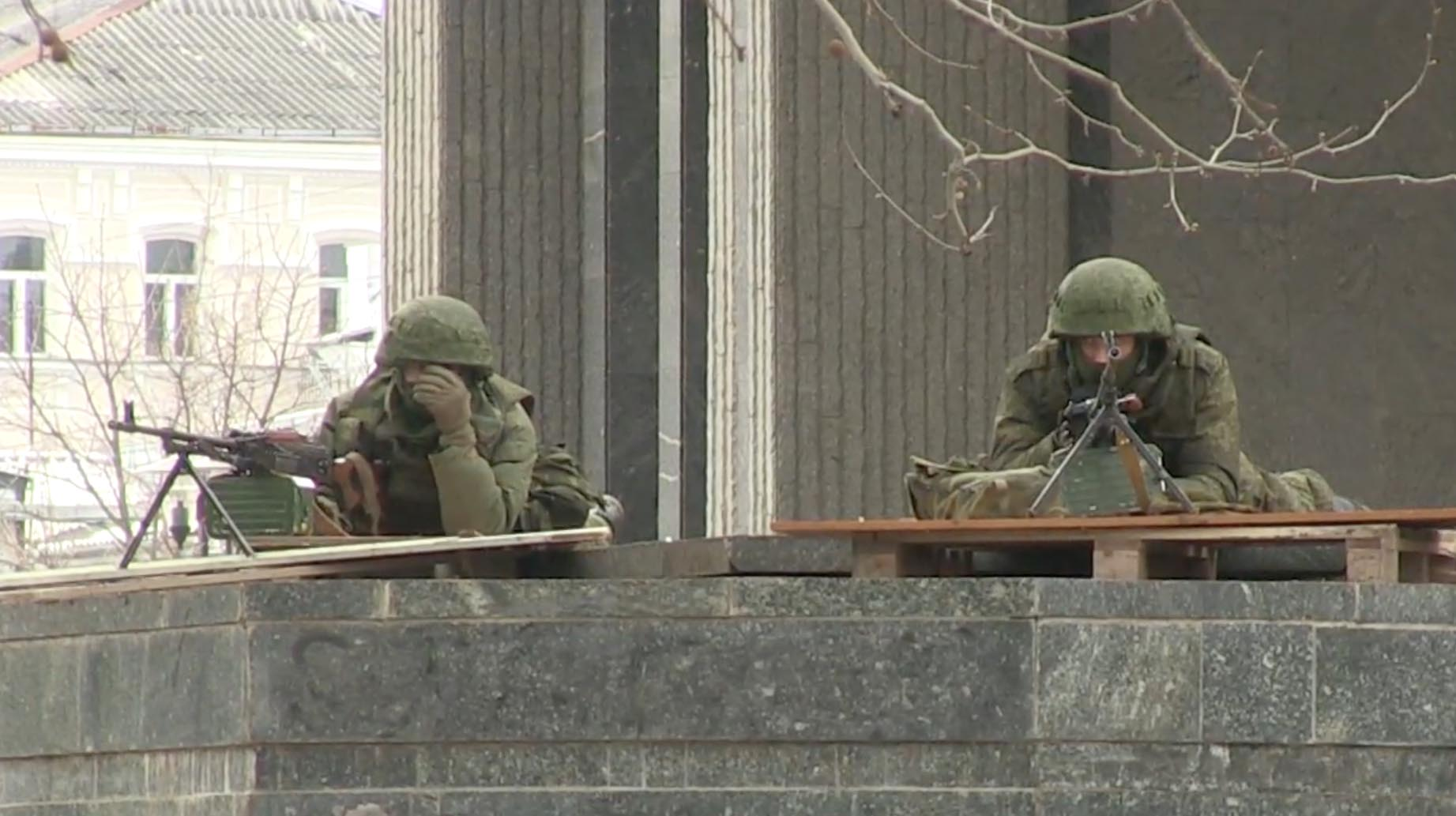
Tropes armades fora del Parlament de Crimea a Simferòpol. 1 març 2014

#### 1 de març
- El Primer Ministre crimeà de facto Serguei Aksiónov va apel·lar directament al president rus Vladímir Putin perquè ajudés a garantir la pau.[126]
- Les protestes contra el nou règim a Kíev i en suport dels russos a Crimea es van produir al llarg d'Ucraïna oriental i el sud.[127]
- El president interí d'Ucraïna, Turtxínov, va signar un decret on declarava que la designació de Serguei Aksiónov com el cap del govern de Crimea era inconstitucional.[128]
- El president de Rússia, Vladímir Putin, va demanar formalment permís al Consell de la Federació per utilitzar les forces militars russes a Ucraïna.[129] Hores més tard, el Consell de la Federació va aprovar per unanimitat concedir-li el permís.[130][131][132] El Consolat de la Federació Russa a Simferòpol va començar a emetre passaports russos als expolicies Berkut que fugien d'Ucraïna.[133]
- L'Armada ucraïnesa no va abandonar la seva base a Sebastòpol,[134][135] Als periodistes ucraïnesos se'ls va prohibir entrar a la regió de Crimea.[136] Mitjans de comunicació ucraïnesos van afirmar que s'havien falsificat les decisions per reemplaçar el govern i celebrar un referèndum a Crimea.[137][138][139][140]
- D'acord amb Damon Wilson, vicepresident del Consell de l'Atlàntic, el Congrés dels Estats Units estava "considerant autoritzar [un] paquet d'armes de defensa a Ucraïna".[141][142]
- El deposat president d'Ucraïna Víktor Ianukóvitx va demanar una intervenció de Moscou.[143]

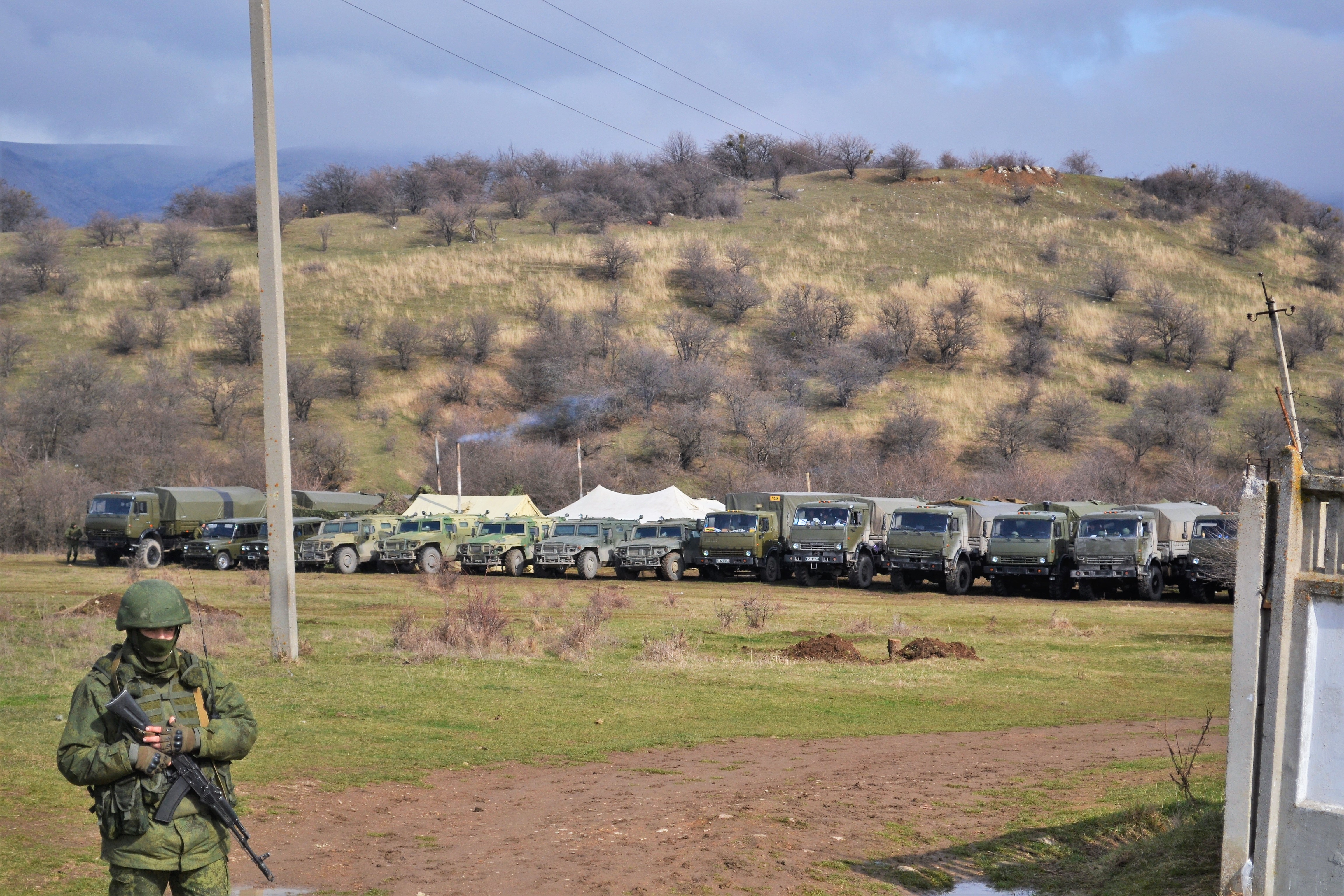
Tigres russos prop de la base militar ucraïnesa de Perevalne

#### 2 de març
- RIA Novosti va informar que les unitats de les Forces Armades d'Ucraïna assignades a Crimea renunciaven "a escala massiva".[144] El president interí Oleksandr Turtxínov va ordenar la mobilització de tots els reservistes militars ucraïnesos.[145] En una base militar d'Ucraïna, prop de la localitat de Perevalne, es va produir un enfrontament entre un grapat de marines ucraïnesos lleials a Kíiv i les forces russes dels voltants.[146][147] El recentment anomenat cap de l'Armada ucraïnesa, Denís Berezovski, va anunciar en una declaració televisada que es negava a seguir les ordres del règim a Kíev i manifestava la seva lleialtat a Crimea.[148][149][150] Va ser reemplaçat per Serhí Haiduk. El govern de Crimea va anunciar la formació del seu propi Ministeri de Defensa.[151] No es va informar d'altres desercions per part dels mitjans de comunicació independents.[152]

#### 4 de març
- D'acord amb funcionaris ucraïnesos, es va instar a les tropes ucraïneses estacionades a Crimea a rendir-se el 4 de març a les 5 del matí (0300 GMT) o fer front a un enfrontament armat a través d'un ultimàtum emès per Aleksandr Vitkó, comandant de la Flota del Mar Negre de Rússia.[153][154] Aquest ultimàtum però va ser negat per les autoritats russes[155] i va resultar ser fals, atès que no es van reportar enfrontaments després que expirés el termini.[156] Els soldats russos es van apoderar d'una terminal de ferri a la ciutat de Kertx, el punt més oriental de Crimea.[157]

#### 5 de març
- El Consell de Ministres de Crimea va anunciar que "més de 700 soldats i oficials" del 50è, 55è i 147è regiments de míssils antiaeris, estacionats a Ialta, Feodòssia i Fiolent respectivament, va desertar al bàndol de l'Exèrcit de la República de Crimea per "declarar la seva disposició a defensar la població de Crimea".[158] Això se suma a la Unitat de combat 204 de la Força Aèria d'Ucraïna, que va desertar el 3 de març.[158] En total, a partir del 5 de març els crimeans afirmaven tenir 6.000 desertors de les Forces Armades d'Ucraïna, per la seva banda.[158] A més, tres diputats del partit Unió Panucraïnesa "Pàtria" van presentar un projecte de llei a la Rada Suprema que aboliria la neutralitat oficial del país, i fer que "la integració euroatlàntica i la pertinença a l'OTAN "una prioritat de la política exterior d'Ucraïna[159][160]

- Robert Serry, enviat del secretari general de l'ONU a Crimea, va abandonar Ucraïna després d'haver estat assetjat per una multitud furiosa que cridava consignes a favor de Rússia.[161][162][163] S'espera que Serry continuï la seva tasca a Kíev a causa de la situació a Crimea.[164]

- El tribunal de districte de Xevtxenko (Kíiv) es va pronunciar sobre la detenció dels autoproclamats líders Serguei Aksiónov i Volodímir Konstantínov.[165] El Servei de Seguretat d'Ucraïna va rebre l'encàrrec de portar-los als tribunals.[165] El fiscal general d'Ucraïna va obrir un procés penal contra el comandant de la Flota del Mar Negre Aleksandr Vitkó per incitació a la traïció i organització de sabotatge.[166]

#### 6 de març
- El Consell Suprem de Crimea va votar a favor de l'adhesió plena com a part de la Federació de Rússia després de més de 6 dècades com a part d'Ucraïna.[167][168] La decisió del Consell Suprem se sotmetria a votació popular a través de referèndum si la petició era concedida per Rússia. El referèndum inicialment previst per al 30 de març, es desplaçà al 16 de març de 2014, i la seva pregunta fou alterada per reflectir la votació del 6 de març del Consell Suprem de si s'acceptava la reunificació amb Rússia o no.[168] Un ministre del govern ucraïnès va argumentar que qualsevol referèndum seria inconstitucional.[168] El Membre del Consell Pilunski va declarar que la decisió no va tenir prou quòrum.[140]

- Diversos observadors de l'Organització per a la Seguretat i la Cooperació a Europa (OSCE) van fer intents d'aconseguir entrar a la península de Crimea, però, van ser detinguts en els controls fronterers per les forces d'autodefensa. El contingent estava format per 42 persones de 22 països i liderat pel tinent coronel hongarès Gábor Ács. La missió va arribar a Ucraïna el 6 de març i tenia un mandat per treballar a Crimea fins al 12 de març.[169] Van ser dissuadits pels trets d'advertència en intentar entrar a Crimea, el 8 de març.[170]

#### 7 de març
- Tres canals de televisió ucraïnesos var ser tancats a la península de Crimea,[171][172] incloent la major emissora local no dirigida per l'estat de Crimea,[173] i dos d'ells van ser substituïts per la televisió estatal russa.[171]

- Tant Amnistia Internacional com el Comitè per a la Protecció dels Periodistes van afirmar que els drets humans dels periodistes, activistes de drets humans i manifestants a favor d'Ucraïna havien estat violats per les forces d'ocupació. John Dalhuisen, director per a Europa i l'Àsia central d'Amnistia Internacional va declarar que "L'intent de controlar la situació dels drets humans a Crimea s'ha convertit en una tasca gairebé impossible. Les autodenominades "autodefendes de Crimea" estan assetjant als manifestants pro-ucraïnesos, periodistes i observadors de drets humans amb completa impunitat ".[174][175]

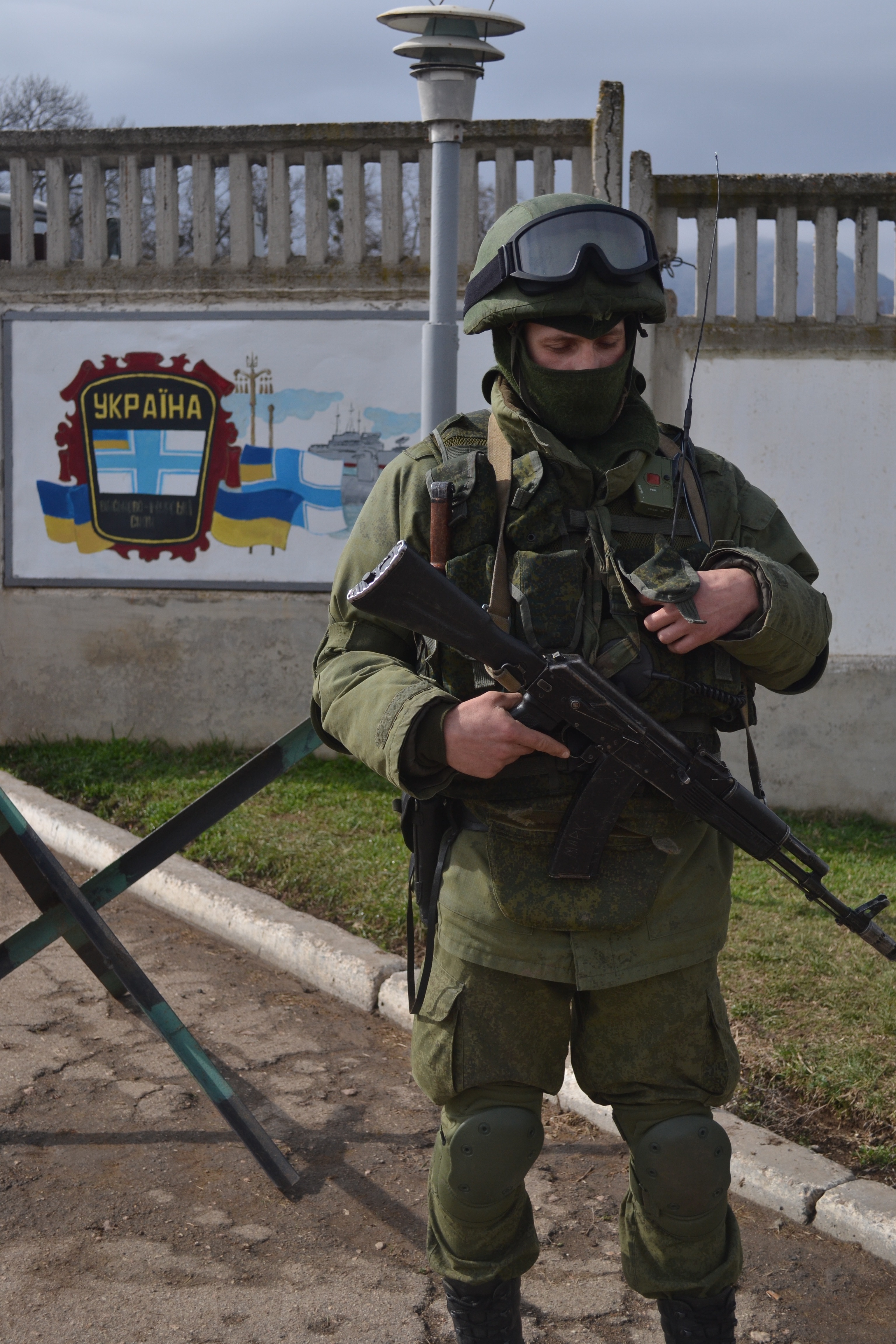
Soldat sense insígnies custodia una base militar ucraïnesa a Perevalne, 9 de març

#### 9 de març
- El president de Rússia, Vladímir Putin, en una conversa telefònica amb la cancellera alemanya Angela Merkel i el primer ministre britànic, David Cameron, va defensar els moviments separatistes dels líders pro-russos de Crimea dient les seves accions estan dirigides a la protecció dels interessos legítims de la població de la regió, segons el Kremlin. Merkel, però, li va respondre que el referèndum violava la Constitució d'Ucraïna i estava en contra de la llei internacional.[176][177]
- A Sebastòpol es van produir enfrontaments durant un acte que celebrava el 200 aniversari del naixement del poeta ucraïnès Taràs Xevtxenko. Radicals a favor de Kíev d'Ucraïna occidental van començar a cridar consignes nazis i van demanar als residents de Sebastòpol que ignoressin el referèndum del 16 de març.[178][179][180][181] La policia va confirmar que 20 persones van ser detingudes entre ells membres del grup nacionalista Sector Dret.[182]

#### 10 de març
- Van sorgir acusacions que els mercenaris de l'empresa militar privada estatunidenca Academi (Blackwater) havien estat utilitzats per les autoritats pro-Kíev a Donetsk per reprimir els manifestants pro-russos locals d'allà.[183] El Ministeri de Relacions Exteriors rus va emetre un comunicat on deia que Rússia estava "indignada pel caos que està governant actualment a les regions orientals d'Ucraïna", que The Washington Post interpretà com un potencial "pretext per a la intervenció militar russa en àrees d'Ucraïna més enllà de Crimea."[184]
- El primer ministre de Crimea Serguei Aksénov va proposar un acord amb els tàrtars de Crimea, que constitueixen més del 10 per cent de la població de Crimea. Sota l'acord, els representants dels tàrtars se'ls oferiria un vice primer ministre i almenys dos càrrecs més en el govern local.[182] Els tàtars de Crimea van declinar aquest oferiment.[185]
- El Parlament de Crimea va enviar una invitació oficial a l'Organització per a la Seguretat i la Cooperació a Europa (OSCE) perquè enviés una missió d'observadors al referèndum del 16 de març.[186][187] L'endemà, el viceprimer ministre de Crimea, Rustam Temirgaliiev, va dir que no convidarien l'OSCE a observar el referèndum de manera oficial.[188] Va explicar que, efectivament, es va fer una invitació verbal per part del primer ministre de facto de Crimea, Serguei Aksiónov, però que no es tractava d'una invitació oficial.[188] Més tard, la presidència de l'OSCE, el ministre de Relacions Exteriors de Suïssa, va declarar que el referèndum era il·legal i per aquest motiu l'OSCE no hi enviaria observadors.[189] Més de mil milions de hrívnies ($ 110 milions) pertanyents al pressupost regional de Crimea va ser congelats pel govern post-Euromaiden a Kíiv. El Parlament de Crimea, va dir que això "deixaria 200.000 empleats sense sou, i 180.000 nens sense subsidis". Els legisladors locals també van dir que la congelació d'actius es duia a terme per sabotejar el referèndum sobre la independència el 16 de març.[190]

#### 11 de març
- El Parlament de Crimea va votar i va aprovar una declaració sobre la independència de la República Autònoma de Crimea i la ciutat de Sebastòpol d'Ucraïna, com a República de Crimea, amb 78 vots d'un total de 100 a favor.[191][192][193] La base de la defensa aèria de Bakhtxasarai va ser presa per 30 membres de les forces d'autodefensa de Crimea. Un periodista irlandès va informar que de cada 100 soldats d'Ucraïna, el 50% feia costat a Rússia[192]

#### 12 de març
- El Parlament de Crimea va emetre un conjunt de regulacions de premsa en relació amb el referèndum del 16 de març, on afirmaven, entre altres coses, que els periodistes autoritzats a cobrir les eleccions tenien l'obligació "de no propagar el material amb contingut negatiu"[194]

- La missió d'observació multinacional de l'OSCE va rebre amenaces per part d'homes armats.[195]

- L'enviat de les Nacions Unides per als Drets Humans Ivan Šimonović va haver de cancel·lar el seu viatge a Crimea, ja que la situació en aquell moment no permetia el seu desplaçament. Tenia la intenció d'observar la situació dels drets humans que era l'explicació de la Rússia per la seva participació en la guerra de Crimea.[196]

- El ministre d'informació de Crimea va instar catalans i escocesos a prendre exemple de la seva manera de fer quant als seus respectius referèndums d'autodeterminació.[197] Posteriorment, el president Artur Mas va insistir a desvincular el cas català del de Crimea.[198] La mateixa postura va manifestar l'editorial de The New York Times.[199][200][201][202]

#### 13 de març
- Rússia va expressar el seu suport per al desplegament d'una missió d'observació de l'OSCE a Ucraïna, incloent Crimea, el president del grup de seguretat d'Europa, va dir el dijous, amb relació a això, que seria un possible "gran pas endavant".[203]

#### 14 de març
- Els Estats Units i Rússia no van aconseguir acostar postures en la crisi d'Ucraïna, després de sis hores de converses a Londres.[204][205]
- Més de 2.000 persones es van aplegar al centre de Sebastopol per rebre una bandera russa, com a part de la "Bandera a cada llar" acció que tenia lloc en suport al referèndum de Crimea. Es van col·locar banderes russes per tota la República Autònoma de Crimea per animar la gent a votar per unir-se a Rússia el 16 de març.[206]
- Rostec, una agència estatal d'armes russa, va anunciar que havia interceptat un  drone de vigilància volant sobre els cels de la guerra de Crimea el 14 de març, que pertanyia a la 66a Brigada d'Intel·ligència Militar, amb seu a Baviera, de l'Exèrcit dels Estats Units.[207] Es va inhabilitar el drone "amb l'ajuda del complex de guerra electrònica Avtobaza", i com a resultat, "el dispositiu va fer un aterratge d'emergència i va passar a mans de les forces d'autodefensa [de Crimea] pràcticament sense danys".[207] L'empresa va al·legar, posteriorment, que aquest era el segon avió no tripulat dels EUA en ser interceptat sobre Crimea des que va començar la crisi.[207] El Pentàgon posteriorment va negar les afirmacions de Rostec, i va afirmar que donava "credibilitat zero" a aquests informes.[208]
- Un dels manifestants pro-Rússia i un transeünt van morir quan els nacionalistes ucraïnesos van obrir foc contra un grup d'homes a la ciutat de parla russa ucraïnesa de Khàrkiv. La policia va dir que els esdeveniments que conduïren a la mort van començar quan un grup de nacionalistes va obrir foc des de l'interior d'un cotxe en una protesta pro-russa que se celebrava al centre de la Plaça Svoboda (Llibertat) de Khàrkiv.[209] Un grup de diverses desenes de manifestants pro-russos van perseguir el cotxe, i el van rastrejar fins a la seu del grup nacionalista Patrioti Ukraïni (Patriotes d'Ucraïna). Els pro-russos van tractar d'irrompre a l'edifici i els nacionalistes van obrir foc, i van matar un d'ells, juntament amb un transeünt, va dir la policia. El grup Patrioti Ukraïni llavors va prendre diversos ostatges d'altres oficines dins de l'edifici fins que va arribar la policia. Sis persones van resultar ferides en el tiroteig subsegüent, incloent un oficial de policia que va patir ferides greus. Els nacionalistes finalment van acordar lliurar les seves armes i rendir-se. La policia va fer 30 detencions.[210]

#### 15 de març
- Un grup de 30 observadors internacionals va arribar a Crimea abans del referèndum del 16 de març. La missió dels observadors incloïa representants d'Alemanya, Àustria, Bulgària, Alemanya, Grècia, Hongria, Itàlia, Letònia, França i Polònia. La premsa ucraïnesa va denunciar que es tractava de falsos observadors, entre els quals hi havia l'ex-membre de Plataforma per Catalunya Enric Ravello.[211]
- Crimea va endegar un procés penal contra el líder del grup ultranacionalista Sector Dreta, Dmitri Iaroix i el cap del partit de la Germandat Dmitri Kortxinski. Ambdós estaven acusats de fer crides a l'"agressió militar i als atacs terroristes al territori de la península".[212]

- Gennadi Bàssov, líder del partit Bloc Rus i regidor de l'Ajuntament de Sebastopol, van ser segrestats per desconeguts.[213]

- Rússia va vetar una resolució de l'ONU patrocinada pels Estats Units on es declarava invàlid el referèndum del dia 16 de març sobre el futur estatut de república autònoma de Crimea. L'enviat de Rússia a l'ONU, Vitali Txurkin, va dir "La filosofia dels autors del projecte va en contra d'un dels principis bàsics de la llei internacional - el principi de la igualtat de drets i lliure determinació dels pobles, consagrat a l'article 1 de la Carta de les Nacions Unides".[33][214][215] Per la seva banda, la Rada Suprema d'Ucraïna va dissoldre el legislatiu de la península perquè considerava il·legal la consulta.[33]

- Les Autodefenses de Crimea van impedir un intent de danyar un gasoducte a la Fletxa d'Arabat. Fins a 40 persones van tractar de provocar danys en la instal·lació. Es van presentar a si mateixos com a empleats del Servei de Fronteres d'Ucraïna però ràpidament van abandonar l'estació. Després de l'incident el primer ministre de Crimea Serguei Aksiónov va demanar a la Flota del Mar Negre de vigilar l'estació de distribució de gas a la zona.[212]

#### 16 de març
- Els crimeans van votar en un referèndum si es reunien amb Rússia o tornaven a la constitució de 1992. Les comunitats tàtara i ucraïnesa van boicotejar el referèndum, en considerar-lo il·legal.[216][217] A les tres de la tarda, hora local, sempre segons la Comissió Electoral, la participació arribava al 64%.[218]
- Els ministeris de Defensa d'Ucraïna i Rússia van acordar una treva a Crimea fins al 21 de març, segons va dir el ministre de Defensa d'Ucraïna en funcions.[219]
- Els primers sondejos a peu d'urna apuntaven a una rotunda victòria del «Sí» a l'annexíó a Rússia, amb el 93% dels vots.[220][216]
- A les 20:00 hora local (19:00 GMT) van tancar els col·legis electorals.[216]
- Els Estats Units van rebutjar la consulta en considerar-que s'havia celebrar sota condicions de violència i intimidació. Per la seva banda, la Unió Europea també va manifestar la seva intenció de no donar validesa al referèndum, en considerar-lo il·legal.[221]
- El Primer Ministre d'Ucraïna, Arseni Iatseniuk, va declarar, abans de conèixer els resultats definitius del referèndum, que perseguiria i jutjaria tots els instigadors del separatisme.[222]
- El President de la Generalitat Artur Mas va insistir a desvincular el referèndum de Crimea de la consulta sobre la independència de Catalunya perquè «allà hi ha coacció i aquí hi ha esperit pacífic».[198] Posteriorment, l'1 d'abril, el govern català va enviar un document a diverses ambaixades europees, on recalcava les diferències entre el procés català i el crimeà.[223]
- El president interí d'Ucraïna i cap de la Rada Suprema, Oleksandr Turtxínov, va decretar una mobilització parcial de reservistes.[224]

#### 17 de març
- Els crimeans haurien ratificat l'adhesió a Rússia amb un 95% dels vots i el Parlament va acordar que aquell mateix dia va presentar una sol·licitud formal a la Duma de la Federació Russa. Per la seva banda, aquest organisme va comunicar que es reuniria el dia 21 de març per votar un projecte de llei sobre la qüestió.[225][226]

- El President de Rússia, Vladímir Putin, va signar el decret que reconeixia Crimea com a estat independent.[227] El decret va entrar en vigor el mateix dia.

- La Unió Europea va aprovar sancions contra els càrrecs russos i ucraïnesos a conseqüència del referèndum. Tanmateix, entre aquestes persones no hi havia ni el president Vladímir Putin, ni els seus ministres, ni persones properes al seu entorn. Les sancions van consistir en la congelació de tots els seus béns –comptes corrents, propietats immobiliàries o accions– i la prohibició d'entrar al territori comunitari.[228]

- Els Estats Units també van anunciar sancions econòmiques contra set russos i quatre ucraïnesos arran de la celebració del referèndum. Entre els sancionats hi havia l'ex-president d'Ucraïna Víktor Ianukóvitx, l'autoproclamat primer ministre de Crimea, Serguei Aksiónov, i el president del Parlament de la regió, Vladímir Konstantínov, a més d'influents membres de l'administració russa i assessors del president Vladimir Putin.[229][230]

- El Ministre d'Afers Exteriors d'Espanya José Manuel García-Margallo va aprofitar la reunió de ministres d'exteriors de la Unió Europea (on es van aprovar les sancions anteriorment esmentades) per carregar contra el procés sobiranista català comparant-lo amb la il·legalitat del referèndum crimeà,[231] en contra de l'opinió expressada anteriorment pel president Mas[198] i el diari The New York Times.[200]

#### 18 de març
- D'acord amb l'article 6 de la Llei Constitucional Federal «Sobre el procediment d'admissió a la Federació de Rússia i la Formació dins d'ella nou subjecte de la Federació Russa» de 2001, el president Vladímir Putin notifica al Govern, el Duma Estatal i el Consell de les propostes pel Consell d'Estat de Crimea i de l'Assemblea Legislativa de Sebastopol fa a la seva admissió a la Federació Russa i la formació de nous territoris constitutius de la Federació.[232][233]
- El President de Rússia, Vladímir Putin, es dirigeix a l'Assemblea Federal russa sobre l'adhesió de Crimea a Rússia,[234] i signa el tractat sobre l'admissió de la República de Crimea (incloent Sebastòpol) a Rússia (com la República de Crimea i la ciutat federal de Sebastòpol, respectivament, de conformitat amb allò disposat per la Llei d'Adhesió del 2001).[235][236][237]
- Transnístria envia una sol·licitud per unir-se a la Federació de Rússia, seguint l'exemple de Crimea i en compliment de les disposicions de la Llei d'adhesió.[238][239][240]

- Es va produir un augment de la tensió militar a Crimea, arran de la mort d'un soldat ucraïnès en un enfrontament amb soldats russos.[241] El Ministre de Defensa d'Ucraïna va autoritzar els soldats a utilitzar les seves armes de foc per defensar-se.

#### 19 de març
- Civils armats van assaltar la caserna naval de Sebastòpol i una base ucraïnesa a l'oest de Crimea.[242][243] En aquest assalt va ser detingut el comandant en cap de l'Armada ucraïnesa, vicealmirall Serhí Gaiduk, i traslladat a una ubicació desconeguda.[244][245]

- El president interí ucraïnès, Oleksandr Turtxínov, va donar un ultimàtum a les forces d'autodefensa crimeanes perquè alliberessin el militar retingut. Per la seva banda, el secretari del Consell de Seguretat i Defensa Nacional ucraïnès, Andrí Parubi, va manifestar la voluntat d'Ucraïna d'abandonar la CEI.[246]

- El Primer Ministre d'Ucraïna Arseni Iatseniuk, va ordenar al seu viceprimer ministre, Vitali Iarema, i al titular de Defensa, Íhor Teniukh, que es desplacessin a Crimea per tal de resoldre la situació, però l'avió que els duia no va rebre permís per aterrar.[247]

- El govern ucraïnès va aprovar un pla per evacuar els prop de 15.000 militars que tenia desplegats a la Península de Crimea.[248]